# Pacific Tri-Nations

Logo der Pacific Islanders und der Pacific Islands Rugby Alliance

Das Pacific Tri-Nations war ein von 1982 bis 2005 bestehendes Rugby-Union-Turnier für die Nationalmannschaften Fidschis, Samoas und Tongas. Es war vergleichbar mit dem Tri Nations-Turnier und dem Six-Nations-Turnier. 2006 wurde das Turnier durch den Pacific Nations Cup ersetzt.

## Geschichte
Erster Sieger der Austragung war das Team aus Samoa, die zugleich auch Rekordsieger der Veranstaltung sind. Zwischen 1993 und 1995 nahm der Vorjahressieger am Super 10-Turnier gegen Mannschaften aus Australien, Neuseeland und Südafrika teil (Vorläufer von Super Rugby). Im Jahr 2000 wurde das Turnier erstmals in Hin- und Rückspielen ausgetragen.
2005 war das Turnier eine der Qualifikationsrunden für die Rugby-Union-Weltmeisterschaft 2007. Mit Turniersieger Samoa und mit Fidschi qualifizierten sich die ersten beiden Teams direkt für das Endturnier. Tonga, das nach vier Niederlagen nur Dritter und Gruppenletzter wurde, musste 2006 gegen die Cookinseln antreten und traf 2007 in den letzten Entscheidungsspielen auf Südkorea.

## Siegerliste
- 1982:  Westsamoa
- 1983:  Fidschi
- 1984:  Fidschi
- 1985:  Fidschi
- 1986:  Tonga
- 1987:  Fidschi
- 1988:  Fidschi
- 1990:  Westsamoa
- 1991:  Westsamoa
- 1992:  Westsamoa
- 1993:  Westsamoa
- 1994:  Fidschi
- 1995:  Fidschi
- 1996:  Fidschi
- 1997:  Samoa
- 1998:  Fidschi
- 1999:  Samoa
- 2000:  Samoa
- 2001:  Samoa
- 2002:  Fidschi
- 2004:  Fidschi
- 2005:  Samoa